# Аристов, Владимир Павлович
Владимир Павлович Аристов (1898—1941) — советский писатель.

## Биография
Владимир Павлович Аристов родился в 1898 году. Получил агрономическое образование. Начал публиковаться в 1920-е годы в различных периодических печатных изданиях Смоленска. В 1939 году Аристов был принят в члены Союза писателей СССР, с того же года проживал в городе Курске, работал журналистом, редактором.
Владимир Аристов творил в жанре исторической прозы. Являлся автором исторических романов «Смоленск» и «Скоморохи», повесть «тяжёлая пустошь», пьесы «Ключ-город», рассказов «Встреча», «Червь», «Глухариха», «Случай с Кадилкиным» и многих других. Как и многие авторы исторической прозы тех лет, в качестве главного действующего лица в своих произведениях Аристов выводил представителей простого народа. Современные исследователи отмечают высокие реализм и научную точность в исторических описаниях и диалогах персонажей, но при этом отмечается и наличие советских идеологических штампов.
Помимо писательской деятельности, Аристов с рядом коллег активно собирал фольклор в Курской области. В 1939 году на основе собранных материалов был составлен сборник «Фольклор. Частушки, песни и сказки, записанные в Курской области», соредактором которого являлся Аристов.
Вскоре после начала Великой Отечественной войны Аристов пропал без вести. Согласно опубликованным сведениям, перед захватом немецкими войсками Курска он тяжело болел и находился в больнице, затем сумел уйти из города. Дальнейшая его судьба исследователями так и не была установлена.

## Сочинения
- Аристов В. П. Дело подполковника Энгельгардта [Текст] : Повесть [о крестьян. движении в б. Смолен. губернии во время наступления Наполеона на Москву] / В. Аристов. — Смоленск : Запгиз, 1937 (тип. ОУМП). — Переплет, 111 с.; 20х14 см.
- Аристов В. П. Смоленск [Текст] : Роман. — Смоленск : Смолгиз, 1939. — 276 с.; 20 см.
- Аристов В. П. Тяжелая пустошь [Текст] : [Антирелиг. повесть] / Худ. К. Дмитриев. — [Курск] : Курское обл. изд., 1939. — 94 с., 5 вкл. л. ил. : ил.; 22 см.
- Аристов В. П. Ключ-город-Смоленск [Текст] : Роман / [Рис. В. Г. Шуклина]. — Курск : Курское обл. изд., 1940. — 292 с., 6 вкл. л. ил. : ил.; 22 см.